# Hallenhockey-Europameisterschaft der Herren 2016
Die Hallenhockey-Europameisterschaft der Herren 2016 war die 17. Auflage der Hallenhockey-EM der Herren. Sie fand vom 15. bis 17. Januar in Prag statt. Gewinnen konnte die deutsche Mannschaft.

## Vorrunde

### Gruppe A
| Team 1      | Team 2      | Ergebnis  |
| ----------- | ----------- | --------- |
| Deutschland | Polen       | 4:1 (2:0) |
| Russland    | Schweiz     | 4:1 (0:0) |
| Polen       | Schweiz     | 3:1 (2:1) |
| Russland    | Deutschland | 4:8 (2:2) |
| Deutschland | Schweiz     | 7:3 (4:1) |
| Polen       | Russland    | 1:4 (1:2) |

Tabelle
| Rang | Land        | Spiele | Tore  | Differenz | Punkte |
| ---- | ----------- | ------ | ----- | --------- | ------ |
| 1    | Deutschland | 3      | 19:08 | + 11      | 9      |
| 2    | Russland    | 3      | 12:10 | + 02      | 6      |
| 3    | Polen       | 3      | 05:09 | - 04      | 3      |
| 4    | Schweiz     | 3      | 05:14 | - 09      | 0      |

### Gruppe B
| Team 1      | Team 2      | Ergebnis  |
| ----------- | ----------- | --------- |
| Niederlande | Schweden    | 6:2 (2:2) |
| Österreich  | Tschechien  | 2:1 (1:0) |
| Niederlande | Österreich  | 0:2 (0:1) |
| Tschechien  | Schweden    | 5:3 (3:1) |
| Österreich  | Schweden    | 6:3 (3:1) |
| Tschechien  | Niederlande | 2:1 (0:0) |

Tabelle
| Rang | Land        | Spiele | Tore  | Differenz | Punkte |
| ---- | ----------- | ------ | ----- | --------- | ------ |
| 1    | Österreich  | 3      | 10:04 | + 6       | 9      |
| 2    | Tschechien  | 3      | 08:06 | + 2       | 6      |
| 3    | Niederlande | 3      | 07:06 | + 1       | 3      |
| 4    | Schweden    | 3      | 08:17 | - 9       | 0      |

## Fünfter bis Achter Platz
Die Mannschaften, die die Vorrunde als Dritte oder Vierte beendeten, wurden in eine Gruppe C eingeteilt. Sie nahmen das Ergebnis (Tore, Punkte) aus der Vorrunde mit, das sie gegen den ebenfalls eingeteilten Gegner erreicht hatten. Die zwei Spiele bestritten sie gegen die anderen beiden Gruppenmitglieder.
Die letzten beiden stiegen in die „B-EM 2017“ ab.

### Gruppe C
| Team 1      | Team 2      | Ergebnis   |
| ----------- | ----------- | ---------- |
| Schweiz     | Schweden    | 04:2 (3:1) |
| Polen       | Niederlande | 02:2 (1:1) |
| Niederlande | Schweiz     | 02:3 (1:2) |
| Polen       | Schweden    | 11:2 (6:0) |

| Team        | Punkte | Sp | S | U | N | Tore | Gtore | Diff |
| ----------- | ------ | -- | - | - | - | ---- | ----- | ---- |
| Polen       | 7      | 3  | 2 | 1 | 0 | 16   | 05    | + 11 |
| Schweiz     | 6      | 3  | 2 | 0 | 1 | 08   | 07    | + 01 |
| Niederlande | 4      | 3  | 1 | 1 | 1 | 10   | 07    | + 03 |
| Schweden    | 0      | 3  | 0 | 0 | 3 | 06   | 21    | - 15 |

## Halbfinale
| Team 1      | Team 2     | Ergebnis            |
| ----------- | ---------- | ------------------- |
| Österreich  | Russland   | 5:5 (2:2), 3:1 n.P. |
| Deutschland | Tschechien | 5:0 (0:0)           |

## Spiel um Platz 3
| Team 1   | Team 2     | Ergebnis  |
| -------- | ---------- | --------- |
| Russland | Tschechien | 4:3 (2:1) |

## Finale
| Team 1     | Team 2      | Ergebnis  |
| ---------- | ----------- | --------- |
| Österreich | Deutschland | 2:3 (1:1) |